# Edge (відеогра)
Edge — відеогра-головоломка, розроблена Mobigame для мобільних платформ. Початково видана в App Store у грудні 2008 року, гра була випущена для PlayStation Minis в Європі та Австралії 2 грудня 2010 і 20 вересня 2011 в Північній Америці. Для ПК (Steam) Edge вийшла 11 серпня 2011 та для Android 31 січня 2012 року. Випуск для Wii U відбувся 21 листопада 2013, для Nintendo 3DS — 26 листопада 2013.

## Ігровий процес
Гравець керує рухом кубика, який перекочується рівнями, шукаючи вихід з лабіринтів. При цьому слід уникати падінь за межі лабіринту і блокування шляху. На короткий час кубик може «прилипати» до стін одним з ребер. На рівнях розкидані райдужні призми, за результатами збору яких і затраченим часом вираховується оцінка від «D» до «S+».
Гра налічує 48 рівнів, де наступні складніші за попередні. Наприкінці з'являється противник — чорний кубик, якого в 45-у рівні потрібно перегнати і скинути з лабіринту. Після цього, якщо гравець зібрав всі призми у попередніх, відкриваються ще три рівні підвищеної складності.
Гра виконана в мінімалістичному стилі. Більшість об'єктів на рівнях складені з кубів. Елементи лабіринтів можуть рухатися або змінювати свої властивості, перешкоджаючи гравцеві у проходженні. Так існують підлоги, що провалюються за кубиком, стіни, які відштовхують його. Вирішення деяких головоломок потребує натискання кубиком кнопок, які запускають відповідні зміни лабіринту. Для проходження деяких місць кубик повинен зменшитися, ставши на спеціальний майданчик. Тоді він отримує здатність перекочуватися вертикальними поверхнями.
Розширена версія під назвою EDGE Extended має оновлений рушій, який забезпечує реалістичнішу перспективу, підтримку згладжування зображення 4xMSAA і 15 додаткових рівнів.

## Оцінки і відгуки
Edge для всіх платформ отримала високі оцінки і схвальні відгуки, але версія Extended випереджає оригінал на більшості ресурсів, присвячених відеоіграм. На агрегаторі Metacritic гра зібрала оцінку в 74 бали зі 100 для ПК з найвищою оцінкою у 85 балів і найнижчою у 60. Критиками особливо відзначався ретро-стиль гри і поєднання обдумувань головоломок зі швидкістю реакції. Зауважувалося, що хоча гра в Edge супроводжується постійними смертями кубика, це не дратує і тільки спонукає шукати нові вирішення головоломок завдяки їх незвичайному поданню і частим точкам збережень.